# Albert Valensin
Albert Valensin, né à Marseille le 21 octobre 1873 et mort à Beyrouth le 6 avril 1944, est un prêtre jésuite, professeur de théologie à la Faculté catholique de Lyon, puis prédicateur en Extrême-Orient. 

## Biographie
Albert était le frère d'Auguste Valensin, philosophe jésuite. Il entra en 1890 au noviciat de la Compagnie de Jésus et fut ordonné prêtre en 1911. 
Il commença sa carrière d'enseignant en théologie en Angleterre, puis aux Facultés catholiques de Lyon. Durant la crise moderniste, Valensin s'engagea dans le débat des idées, soutenant notamment MauriceBlondel auquel il était attaché, dans la défense de son orthodoxie. Il fut un ferme opposant à l'Action française, car il considérait intolérable de confisquer le catholicisme pour des causes nationales.
Il participa au Dictionnaire apologétique de la foi catholique pour l'article « Immanence » et réalisa plusieurs brochures pour l'Action populaire. 
Il vécut dans les années 1930 à la maison jésuite du Chatelard. Entre 1930 et 1936, son activité devint spirituelle et il se consacra entièrement à la prédication des exercices de saint Ignace.
À la fin de sa vie, Valensin quitta la France pour un long voyage en Extrême-Orient, prêchant des retraites en Inde, en Indochine, au Japon, en Chine. Lors de la Seconde Guerre mondiale, il revint au Proche-orient et publia en 1940 un dernier ouvrage : Une grande retraite.

## Œuvres
- Jésus-christ et l'étude comparée des religions, 1911
- Saint Irénée de Lyon, docteur de l'unité catholique, 1921
- Tertullien, l'apologiste du droit chrétien, 1923
- Traité de droit naturel, 1922-1925, 2 vol.
- Albert Valensin et Joseph Huby, Évangile selon saint Luc, Paris, Gabriel Beauchesne, coll. « Verbum Salutis », 1927, (41e édition, 1952)